# Писарівка (Богодухівський район)
Пи́сарівка — село в Золочівській громаді Богодухівського району Харківської області України. Населення становить 826 осіб.

## Географія
Село Писарівка знаходиться на березі річки Мерла (в основному на правому березі), вище за течією на відстані 3,5 км розташоване село Рясне, нижче за течією на відстані 4 км — село Малижине. На річці велика загата.

## Історія
- кінець XVII ст. - час заснування села[2]
- Село постраждало внаслідок геноциду українського народу, вчиненого урядом СССР у 1932—1933 роках, кількість встановлених жертв у Леміщиному та Писарівці — 117 людей[3].
- 12 червня 2020 року, розпорядженням Кабінету Міністрів України № 725-р «Про визначення адміністративних центрів та затвердження територій територіальних громад Харківської області», увійшло до складу Золочівської селищної громади[4].
- 19 липня 2020 року, в результаті адміністративно-територіальної реформи та ліквідації Золочівського району, село увійшло до складу Богодухівського району[5].

## Пам'ятки

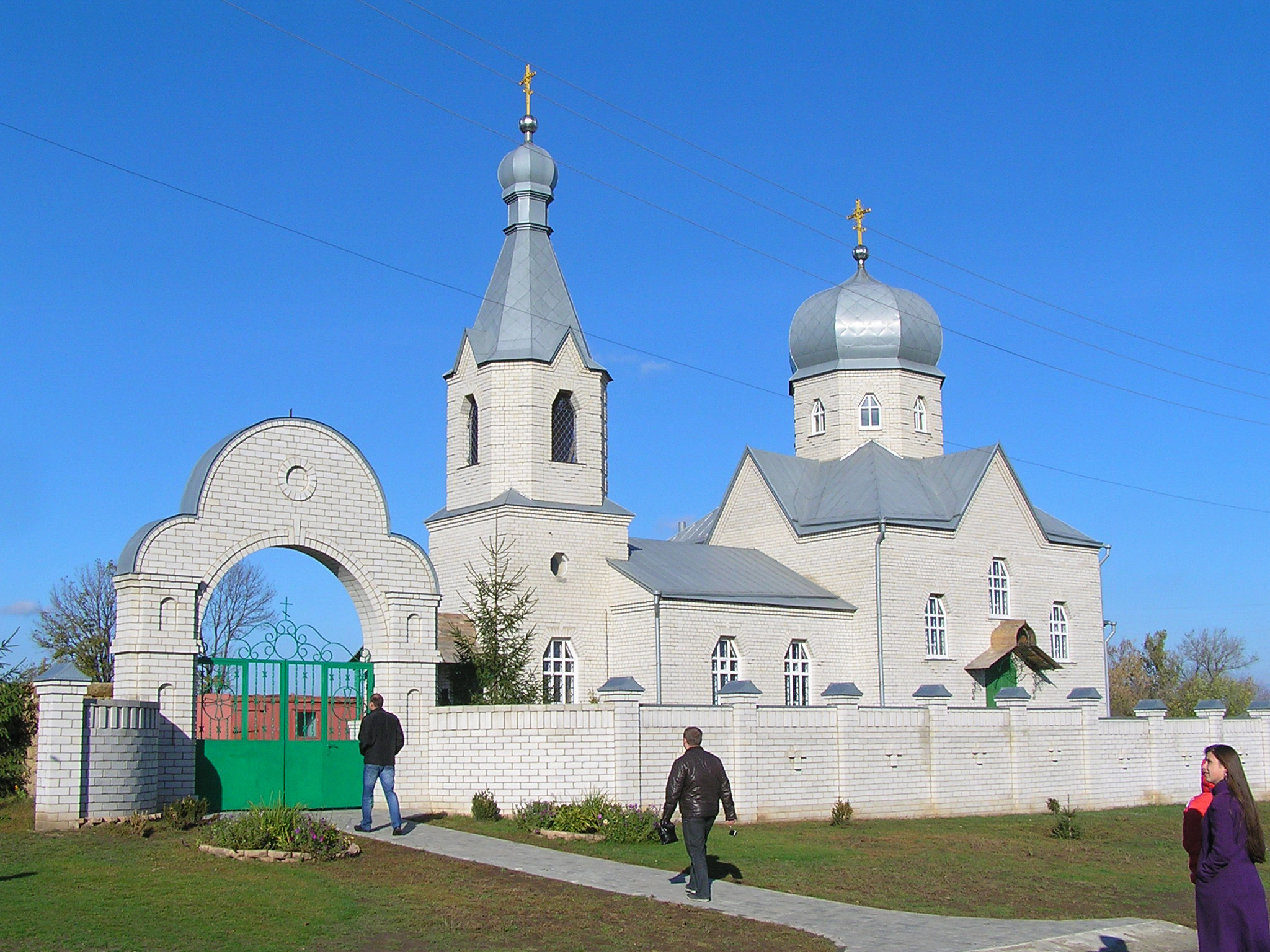
Нова Покровська церква (2001 р.), на місці дерев'яної церкви ХІХ ст. — пам'ятки архітектури місцевого значення, що згоріла у 1990-х рр.

В селі Писарівка розташований етнографічний музей «Українська Слобода».
У 2001 році у селі відбудований Покровський храм.

## Також
- Перелік населених пунктів, що постраждали від Голодомору 1932—1933 (Харківська область)